# Мордюкова, Нонна Викторовна
Ноябри́на (Но́нна) Ви́кторовна Мордюко́ва (25 ноября 1925, Константиновка, Артёмовский округ, Украинская ССР, СССР — 6 июля 2008, Москва, Россия) — советская и российская актриса театра и кино; народная артистка СССР (1974), лауреат Сталинской премии I степени (1949), Государственной премии РСФСР им. братьев Васильевых (1973) и премии Президента России в области литературы и искусства (2002). Одна из наиболее выдающихся отечественных[уточнить] киноактрис XX века.

## Биография
Нонна Мордюкова родилась 25 ноября 1925 года в селе Константиновка (ныне — город в Донецкой области) (по другим источникам — в станице Отрадная Северо-Кавказского края, ныне Краснодарского края).
Детство провела в селе Глафировка Краснодарского края, где её мать Ирина Петровна Зайковская была председателем колхоза, отличалась прекрасными вокальными данными, любила петь душевные романсы и русские народные песни.
Отец Виктор Константинович Мордюков был военным, уйдя добровольцем на фронт, вернулся без ноги. Нонна была старшим ребёнком. У родителей было ещё двое сыновей и три дочери — Геннадий, Наталья, Василий, Татьяна и Людмила. С детства ей приходилось тяжело работать наравне со взрослыми и воспитывать своих младших сестёр и братьев.
В середине 1930-х семья переехала в город Ейск, где мать работала в горсовете. Здесь Нонна Мордюкова окончила школу и отсюда же вскоре после окончания войны, в 1945 году, отправилась в Москву.
Увидев девушкой фильм «Богдан Хмельницкий», влюбилась в главного героя в исполнении Н. Д. Мордвинова и решила стать актрисой. Написала ему письмо, спросив: «Как выучиться на Любовь Орлову?». В июне 1941 года, когда ещё не было известно о войне, актёр ответил: «Закончите обязательно школу, получите аттестат и приезжайте в Москву, найдите меня».
В 1942 году, во время оккупации войсками нацистской Германии Краснодарского края, семье не удалось эвакуироваться. Возникла опасность насильственной отправки на принудительные работы в Германию. Семье Нонны пришлось скрываться на отдалённом хуторе Труболет (ныне — Новоурупский) Отрадненского района. В 1943 году они переехали в станицу Отрадную Краснодарского края.
В 1944 году, когда семья распалась, мать вместе с детьми перебралась в Ейск. По совету Сергея Бондарчука, с которым они учились в одной средней школе № 2, в 1945 году Нонна отправилась в Москву и поступила во ВГИК, в актёрскую мастерскую Б. В. Бибикова и О. И. Пыжовой. Нонну Мордюкову приняли во ВГИК: на вступительных экзаменах она получила одни пятёрки, хотя даже не готовилась к творческому конкурсу. Вместо заученных отрывков из художественных произведений она разыграла перед комиссией импровизированные сценки, в которых сплелись реальные истории из кубанского детства и выдуманные подробности. Окончила его в 1950 году.

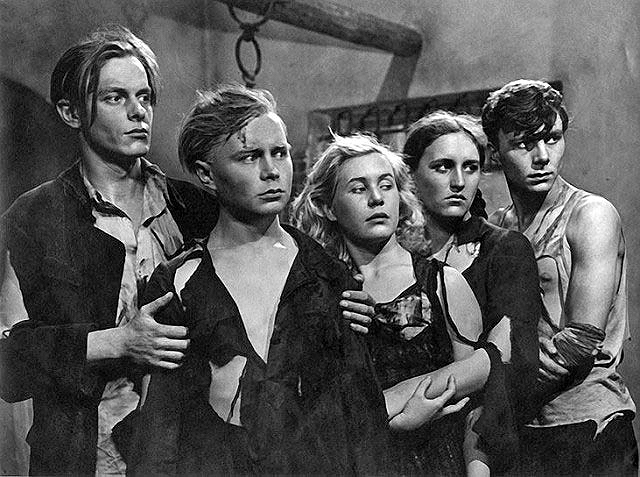
Дебют в кино — роль Ульяны Громовой в фильме «Молодая гвардия», 1948 год

В 1948 году, будучи студенткой ВГИКа, дебютировала в кино в роли Ульяны Громовой в фильме режиссёра С. А. Герасимова «Молодая гвардия», снятом по одноимённому роману писателя А. А. Фадеева. Эта роль принесла начинающей актрисе всесоюзную известность.
В 1950—1991 годах — актриса Театра-студии киноактёра.
За всё время своей творческой карьеры снялась во множестве кинофильмов. Среди самых известных её работ: «Молодая гвардия» (1948), «Чужая родня» (1955), «Простая история» (1960), «Председатель» (1964), «Женитьба Бальзаминова» (1964), «Комиссар» (1967), «Бриллиантовая рука» (1968), «Журавушка» (1968), «Родня» (1981).
В фильме «Трясина» (1977, режиссёр Григорий Чухрай) Мордюкова сыграла роль матери, чья слепая тираническая любовь толкала сына к дезертирству, а затем — и к гибели.
В 1980-х годах стала сниматься реже.
После распада СССР Мордюкова постепенно ушла из кино, потому что ей перестали нравиться сюжеты предлагаемых фильмов. В 1999 году после пятилетнего простоя она снялась в фильме «Мама» Дениса Евстигнеева. Несмотря на то, что фильм и её игра были положительно оценены кинокритиками, больше Мордюковой приглашений в кино не поступало.
В 2000 году снялась в документальном фильме Ренаты Литвиновой «Нет смерти для меня», посвящённом знаменитым советским актрисам.
В 2005 году состоялся вечер в честь юбилея Нонны Мордюковой в Центральном доме кинематографистов в Москве.
В 1997 году написала книгу воспоминаний «Не плачь, казачка!».

## Смерть и похороны
В последние годы болела сахарным диабетом. 5 июля 2008 года была доставлена в Центральную клиническую больницу.
Скончалась поздним воскресным вечером в Москве 6 июля 2008 года на 83-м году жизни. Отпевание актрисы произошло 9 июля 2008 года в храме Спаса Нерукотворного Образа на Сетуни. Похоронена в тот же день на Кунцевском кладбище рядом с могилой сына — Владимира Тихонова (уч. 8).
6 июля 2009 года на могиле на Кунцевском кладбище открыт памятник.
9 июля 2008 года в интервью еженедельнику «Аргументы и факты» автор и ведущий программы «Мой серебряный шар» В. Я. Вульф, характеризуя творчество актрисы, сказал:

Все её работы походили на огранённый бриллиант — талант был дан ей природой. Громадный талант. Который совмещал в себе возможность показать себя и драматической актрисой, и трагедийной, и лирической, и комедийной. Она умела всё! Она умела соединять несоединимое. Она была настоящая, природная, как будто перед глазами зрителя находилась не актриса, а живой человек, всегда очень ясно, чётко несущая мысль режиссёра.

### Семья
Отец — Виктор Константинович Мордюков — военный, инвалид после потери ноги на фронте. Мать — Ирина Петровна Мордюкова (носила также фамилию Литвинова; урождённая Зайковская) (10 апреля 1903—13 июля 1952) — была председателем колхоза, любила петь романсы и русские народные песни.
Тётя — Елена Петровна Зайковская.
Сёстры — Наталья Катаева (Мордюкова) (10 апреля 1936 — 20 августа 2022), Людмила Мордюкова (род. 1939), Татьяна Мордюкова (10 декабря 1941 — 25 июля 2024). Братья — Геннадий Мордюков (род. 1930), Василий Алексеевич Литвинов (29 января 1945 — 4 мая 2020).
Племянник (сын брата Геннадия) — Илья Мордюков, оператор телеканала Россия-1.
Племянница (дочь сестры Татьяны) Юлия Харламова (Мордюкова), художник-иллюстратор
Первый муж — Вячеслав Тихонов (1928—2009), актёр, народный артист СССР (1974). С ним познакомилась во время съёмок фильма «Молодая гвардия». Вышла за него замуж во время учёбы во ВГИКе, прожила с ним в браке 13 лет.
Сын — Владимир Тихонов (1950—1990), актёр, заслуженный артист РСФСР.
Второй муж — Владимир Сошальский (1929—2007), актёр, народный артист РСФСР (1988). Брак продлился полгода.
Состояла в длительных отношениях с Борисом Андроникашвили (1934—1996).

## Звания и награды
- Заслуженная артистка РСФСР (1965) — за заслуги в области советского киноискусства[24]
- Народная артистка РСФСР (1969) — за заслуги в области советской кинематографии[25]
- Народная артистка СССР (1974)[3] — за большие достижения в развитии советского киноискусства[26]
- Сталинская премия первой степени в области литературы и искусства в категории «Художественная кинематография» (1949[3][27]) — за исполнение роли Ульяны Громовой в фильме «Молодая гвардия» (1948) режиссёра С. А. Герасимова[28].
- Государственная премия РСФСР имени братьев Васильевых (1973)[3] — «за создание женских образов в кино» в фильмах «Простая история» (1960), «Председатель» (1964), «Женитьба Бальзаминова» (1964), «Журавушка» (1968), «Русское поле» (1971)[29].
- Премия Президента Российской Федерации в области литературы и искусства 2001 года (30 января 2002 года)[4].
- Орден «Знак Почёта» (1965)
- Орден Дружбы народов (1985) — за заслуги в развитии советского киноискусства[30]
- Орден «За заслуги перед Отечеством» IV степени (1995) — за заслуги перед государством и многолетнюю плодотворную деятельность в области культуры и искусства[31].
- Орден «За заслуги перед Отечеством» III степени (2000) — за большой личный вклад в развитие киноискусства[32].
- Орден «За заслуги перед Отечеством» II степени (2005) — за выдающийся вклад в развитие отечественной культуры и киноискусства, многолетнюю творческую деятельность[33].
- Медаль «За доблестный труд. В ознаменование 100-летия со дня рождения Владимира Ильича Ленина» (1970)

- Медаль «Ветеран труда»

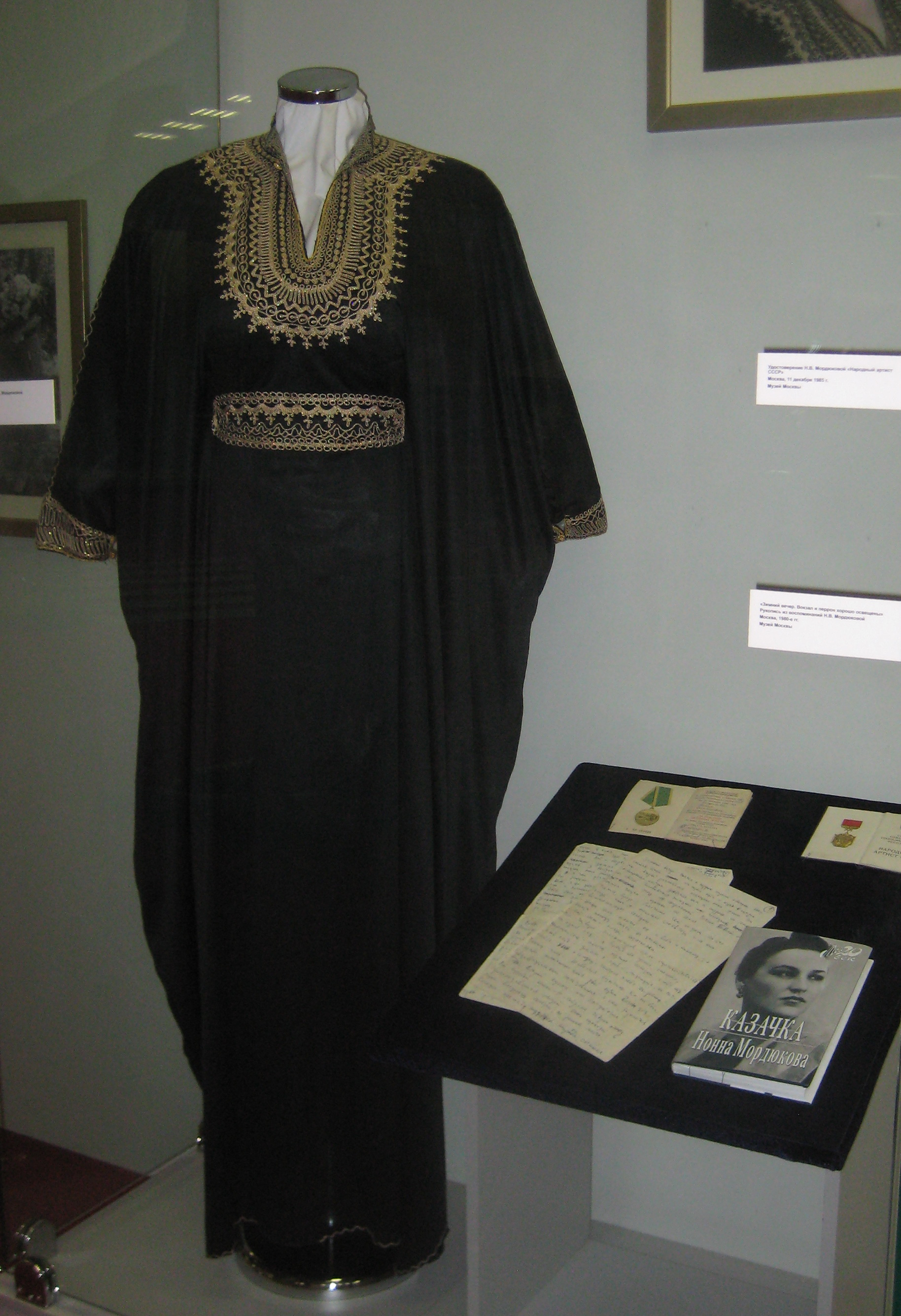
Платье и документы на награды Нонны Мордюковой. Музей Москвы

- Медаль «За освоение целинных земель» (1972)[34].
- Почётная грамота Правительства Российской Федерации (2005) — за заслуги в развитии отечественного киноискусства и многолетнюю творческую деятельность[35].
- «Лучшая актриса года» по результатам опроса журнала «Советский экран» (1972) — за исполнение роли в фильме «Русское поле» (1971).
- II Всесоюзный кинофестиваль фильмов о рабочем классе (Приз за лучшее исполнение женской роли, 1972, фильм «Молодые»).
- «Лучшая актриса года» по результатам опроса журнала «Советский экран» (1974) — за исполнение роли в фильме «Возврата нет» (1973).
- Включена в первую двадцатку самых выдающихся актрис XX века редакционным советом британской энциклопедии «Кто есть кто» («Who is Who») (1992)[36].
- Премия «За выдающийся вклад в славянский кинематограф» II-го Кинофорума «Золотой Витязь» (1993).
- Национальная премия кинокритики и кинопрессы России «Золотой овен» в номинации «Человек кинематографического года» (1995).
- Открытый российский кинофестиваль «Кинотавр» (Приз Президента Российской Федерации «За вклад в российское кино», 1995)[37].
- Премия деловых кругов России «Кумир» в номинации «За высокое служение искусству» (1999).
- Специальный приз «Честь и достоинство» национальной кинематографической премии «Ника» (2005)[38].
- Почётный гражданин Ейска (2005)[39][40].

## Творчество

### Роли в театре

#### Театр-студия киноактёра(1954—1963)
- 1954 — «Смерт Пазухина» по М. Е. Салтыкову-Щедрину — Мавра Григорьевна
- 1963 — «Суровое поле» по А. В. Калинину — Дарья

### Фильмография
| Год       |     | Название                                                                                                  | Роль                                                                |
| --------- | --- | --- | ------------------------------------------------------------------- |
| 1948      | ф   | Молодая гвардия                                                                                           | Ульяна Громова                                                      |
| 1953      | ф   | Возвращение Василия Бортникова                                                                            | Настя Огородникова                                                  |
| 1953      | ф   | Калиновая роща                                                                                            | Надежда Романюк                                                     |
| 1955      | ф   | Чужая родня                                                                                               | Стеша Ряшкина                                                       |
| 1955      | ф   | Звёзды на крыльях                                                                                         | рыбачка                                                             |
| 1957      | ф   | Екатерина Воронина                                                                                        | Дуся Ошуркова, крановщица                                           |
| 1958      | ф   | Добровольцы                                                                                               | метростроевка, поющая арию Кармен в шахте (нет в титрах)            |
| 1958      | ф   | Шквал | эпизод                                                              |
| 1959      | ф   | Три рассказа Чехова (новелла «Ванька»)                                                                    | жена Аляхина                                                        |
| 1959      | ф   | Всё начинается с дороги                                                                                   | Даша Бокова, жена Степана                                           |
| 1959      | ф   | Отчий дом                                                                                                 | Степанида                                                           |
| 1959      | ф   | Хождение по мукам (фильм № 3 — «Хмурое утро»)                                                             | Матрёна Красильникова                                               |
| 1960      | ф   | Простая история                                                                                           | Саша Потапова                                                       |
| 1962      | ф   | Павлуха                                                                                                   | Наталья                                                             |
| 1963      | ф   | Секретарь обкома                                                                                          | Наталья Фадеевна                                                    |
| 1964      | ф   | Женитьба Бальзаминова                                                                                     | Домна Евстигнеевна Белотелова, купчиха                              |
| 1964      | ф   | Председатель                                                                                              | Доня Трубникова, жена Семёна                                        |
| 1965      | ф   | Тридцать три                                                                                              | Галина Петровна Пристяжнюк, начальник Облздравотдела                |
| 1965      | ф   | Война и мир (фильм № 2 — «Наташа Ростова»)                                                                | Анисья Фёдоровна                                                    |
| 1966      | ф   | Дядюшкин сон                                                                                              | Софья Петровна Карпухина (в оригинале — Фарпухина), жена полковника |
| 1967      | ф   | Комиссар                                                                                                  | Клавдия Вавилова, комиссар Красной армии                            |
| 1968      | ф   | Бриллиантовая рука                                                                                        | Варвара Сергеевна Плющ, управдом                                    |
| 1968      | ф   | Журавушка                                                                                                 | Глафира Дементьевна Огрехова                                        |
| 1969      | ф   | Гори, гори, моя звезда                                                                                    | мадам                                                               |
| 1970      | ф   | Баллада о Беринге и его друзьях                                                                           | императрица Анна Иоанновна                                          |
| 1970      | ф   | Случай с Полыниным                                                                                        | Дуся Кузьмичёва                                                     |
| 1971      | ф   | Молодые                                                                                                   | Дарья Васильевна                                                    |
| 1971      | ф   | Русское поле                                                                                              | Федосья Леонтьевна Угрюмова                                         |
| 1972      | ф   | Завтра будет поздно…                                                                                      | Кузюрка                                                             |
| 1972      | кор | Страдания молодого Геркулесова                                                                            | тёща Геркулесова                                                    |
| 1973      | ф   | Возврата нет                                                                                              | Антонина Каширина                                                   |
| 1973      | ф   | Два дня тревоги                                                                                           | Мавра Григорьевна                                                   |
| 1974      | тф  | Лев Гурыч Синичкин                                                                                        | Раиса Минична Сурмилова, прима театра                               |
| 1975      | ф   | Они сражались за Родину                                                                                   | Наталья Степановна                                                  |
| 1975      | ф   | Семья Ивановых                                                                                            | Мария Петровна Иванова                                              |
| 1977      | ф   | Инкогнито из Петербурга                                                                                   | Анна Андреевна Сквозник-Дмухановская, жена городничего              |
| 1978      | ф   | Трясина                                                                                                   | Матрёна Быстрова                                                    |
| 1979      | ф   | Верой и правдой                                                                                           | тётя Паня                                                           |
| 1981      | ф   | Родня | Мария Васильевна Коновалова                                         |
| 1982      | ф   | Вокзал для двоих                                                                                          | «дядя Миша», перекупщица-спекулянтка                                |
| 1982      | кор | Этюд для домино с роялем                                                                                  | играющая в домино                                                   |
| 1986      | ф   | От зарплаты до зарплаты                                                                                   | Ольга Ивановна Плисова                                              |
| 1987      | тф  | Доченька                                                                                                  | Зинаида Яковлевна, вахтёр                                           |
| 1987      | ф   | Ссуда на брак                                                                                             | Татьяна Ивановна                                                    |
| 1988      | ф   | Запретная зона                                                                                            | Надежда Авдотьина                                                   |
| 1991      | ф   | Бегущая мишень                                                                                            | баба Зина                                                           |
| 1992      | ф   | Луна-парк                                                                                                 | тётя Алёны                                                          |
| 1995      | ф   | Ширли-мырли                                                                                               | работник ЗАГСа                                                      |
| 1995—1996 | с   | Русский проект (телеролики канала «ОРТ»: «Дай вам Бог здоровья», «Сборка», «Спаси и сохрани», «Сборка-2») | путевая рабочая                                                     |
| 1999      | ф   | Мама | мама Полина                                                         |

### Участие в фильмах
- 1973 — Нонна Мордюкова (документальный)
- 2000 — Нет смерти для меня (документальный)
- 2003 — Нонна Мордюкова. Я вспоминаю… (документальный)
- 2005 — Жители планеты номер 4022. Нонна Мордюкова (документальный)[41].
- 2006 — Нонна Мордюкова. Неукротимая (документальный)
- 2007 — Блеск и нищета королевы комедии (документальный)

## Память
- В ноябре 2005 года именем актрисы названа малая планета Солнечной системы — астероид (4022) Нонна, открытый 8 октября 1981 года астрономом Людмилой Черных в Крымской астрофизической обсерватории[42].
- 14 августа 2008 года в центре Ейска, на пересечении улиц Ленина и Победы, возле кинотеатра «Звезда», на народные деньги установлен бронзовый памятник актрисе. Скульптор — И. Макарова[43][44][45]. Торжественное открытие памятника состоялось 16 августа 2008 года[46].
- В 2008 году кинотеатру «Звезда» в Ейске присвоено имя актрисы[47].

## Адреса в Москве
- ул. Поварская, д. 29

## Книги
- Мордюкова Н. В. Не плачь, казачка! — М.: Олимп, 1997. — 416 с. — ISBN 5-7390-0480-2, ISBN 5-88590-746-3.
- Мордюкова Н. В. Казачка. — М.: Вагриус, 2005. — 304 с. — ISBN 5-9697-0103-3.
- Мордюкова Н. В. Записки актрисы // Октябрь. — 1997. — № 3.